# Calaverita
La calaverita o telururo de oro es un mineral metálico. Su composición química presenta la fórmula AuTe2, de masa molecular 452,2 u contenido 56,44% de telurio y 43,56% de oro. Se presenta con estructura cristalina monoclínica, opaca, fractura concoidal, con dureza entre 2,5 y 3,0. Es uno de los pocos compuestos de los que puede obtenerse oro y telurio.
Fue descubierto por primera vez en el condado de Calaveras, en el estado estadounidense de California en 1861, de ahí el origen del nombre de calaverita. El color puede variar desde un blanco plateado hasta un amarillo lácteo. El principal mineral asociado es la silvanita. Las principales reservas de este mineral se han encontrado en los Estados Unidos (Colorado y California), Rumanía (Nagyag), Canadá (Ontário y Quebec) y en Australia (Kalgoorlie).